# Golf van Kutch

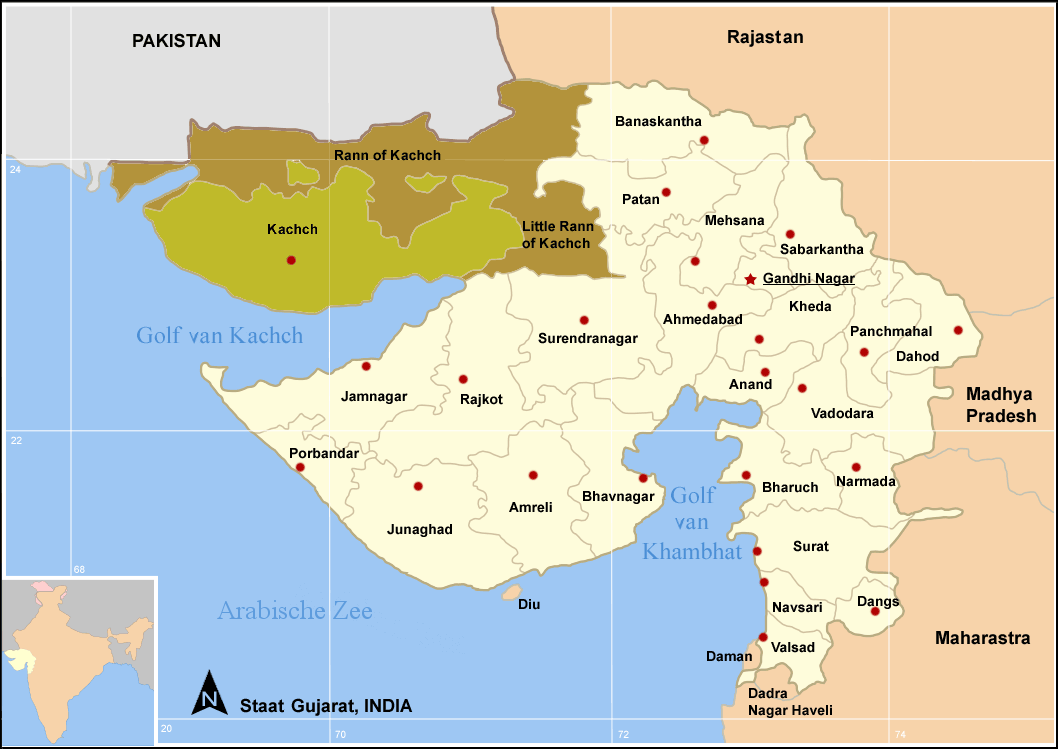
Golf van Kachchh linksboven

De Golf van Kutch, Golf van Kachchh of Golf van Kachch is een zij-arm van de Arabische Zee aan de westkust van India, in de staat Gujarat. Hij is ongeveer 160 km lang, en ligt tussen het schiereiland Kathiawar en Kutch.
De belangrijkste havenstad, vrijwel aan het eind van de golf, is Kandla.